# Porte de la Villette (Métro Paris)
Porte de la Villette [pɔʁt(ə) də la vilɛt] ist eine unterirdische Station der Pariser Métro. Sie befindet sich unterhalb der Avenue Corentin Cariou im 19. Arrondissement von Paris und wird von der Métrolinie 7 bedient. In der Nähe befinden sich die Cité des sciences et de l’industrie und der Parc de la Villette.
Die Station wurde am 5. November 1910 in Betrieb genommen, als der Abschnitt der Linie 7 von der Station Opéra bis zur Station eröffnet wurde. Bis zum 4. Oktober 1979 war sie nördlicher Endpunkt der Linie 7.